# Li & Fung
Li & Fung – przedsiębiorstwo specjalizujące się w pełnej organizacji zaopatrzenia na skalę globalną. Założone w 1906 roku w Chinach.